# Гаджиев, Айдын Назим оглы
Айдын Назимович Гаджиев — российский историк. Доктор исторических наук, профессор.

## Биография
Родился 5 декабря 1953 года в Баку. Сын видного азербайджанского государственного, политического деятеля Назима Гаджиева.
Окончил Азербайджанский государственный университет им. С. М. Кирова, исторический факультет (1976).
В 1974 году избран заместителем секретаря Комитета ЛКСМ Азербайджанского государственного университета им. С. М. Кирова. В 1976 году избран секретарем Комитета ЛКСМ Азербайджанского государственного института физической культуры им. С. М. Кирова.
В 1978 году назначен инспектором, затем старшим инспектором Главного управления по иностранному туризму при Совете Министров Азербайджанской ССР.
В том же году назначен старшим инспектором Министерства культуры Азербайджанской ССР.
С 1981 года — преподаватель кафедры истории КПСС Азербайджанского институте народного хозяйства им. Д. Буниат-заде. С 1989 года — старший преподаватель кафедры истории КПСС Бакинской высшей партийной школы.
С 1991 года — инструктор идеологического отдела ЦК КП Азербайджана.
После роспуска Коммунистической партии Азербайджана в сентябре 1991 года избирается заведующим кафедрой политической истории Бакинского института социального управления и политологии (бывшей БВПШ).
В 1998 году переезжает в Российскую Федерацию. Является независимым историко-политологическим экспертом, публицистом, преподает в вузах Архангельска и Москвы.
В 2013 году избирается заведующим кафедрой государственного и муниципального права Северного института предпринимательства (СИП) в Архангельске. С 2016 года — проректор этого вуза.

## Научно-исследовательская и публицистическая деятельность
В 1990 году защитил кандидатскую диссертацию на тему «Деятельность партийных организаций ВУЗов Азербайджанской ССР по коммунистическому воспитанию студенческой молодежи (1976—1980). В 1994 году защитил диссертацию в Московском Государственном Педагогическом Университете на соискание ученой степени доктора исторических наук на тему: „Формирование малых государственных образований на территории Юго-Западного Кавказа в 1918—1920 годы (по материалам общественных движений и политический партий Закавказья)“.
Является первым и единственным исследователем проблемы образования и падения Карской Кавказской Юго-Западной Демократической Республики в рамках докторского исследования.
Автор более двухсот исторических, аналитических и публицистических статей, 10 книг, из которых 8 монографий (в том числе 3 сборника исторических и аналитических статей).
Автор ряда учебных программ и учебно-практических пособий по истории КПСС, истории общественных движений и политических партий, истории государства и права, геополитики.

## Основные научные и научно-популярные труды
- „Из истории образования и падения Юго-Западной Кавказской (Карской) Демократической Республики“ (Издательство „Элм“. Баку, 1992)

- „Из истории Карской и Араз-Тюркской республик“ (Издательство „Азернешр“. Баку, 1994)

- „Демократические республики Юго-Западного Кавказа“ (Карская и Араз-Тюркская республики) (Издательство „Нурлан“. Баку, 2004)

- „Богом избранное родство“. Сборник исторических и аналитических статей. (Издательство „Ганун“. Баку, 2007)

- „О Русь взмахни крылами“. Сборник исторических и аналитических статей. (Издательство „REGNUM“. Москва, 2007)

- „Все понять, но не все простить. Воспоминания и размышление о Назиме Гаджиеве“. Историческое эссе. (Издательство „Ганун“. Баку, 2009 22,5 пл.)

- „Геополитическая панорама мира в 2000—2014 годы“. Сборник исторических и аналитических статей. (Издательство „Кира“. Архангельск, 2015)

- „Назим Гаджиев. На Олимпе республиканской власти“. (Издательство „Алатея“. Санкт-Петербург, 2022)(в соавторстве с В. Михайловвым)